# Patrick Yaw Boamah
Pour les articles homonymes, voir Boamah.
Patrick Yaw Boamah est né le 19 septembre 1974 , est un homme politique ghanéen et membre du neuvième Parlement de la Quatrième République du Ghana qui représente la circonscription centrale d'Okaikwei Nord (en) dans la région du Grand Accra sur le billet du nouveau parti patriotique.

## La vie précoce et l’éducation
Boamah est né le 19 septembre 1974. Il vient de Mourso-Effiduase, dans la région ashanti du Ghana. Il a obtenu son baccalauréat en droit et la maîtrise en affaires internationales de l'Université du Ghana en 2004 et 2005, respectivement. Il s'est ensuite rendu à l'École de droit du Ghana, où il a obtenu son diplôme d'avocat en 2009. Il a obtenu son LLB de l'Université du Ghana en 2008,,,,.

## Carrière
Boamah est avocat de profession. Avant d'entrer en politique, il était associé au cabinet d'avocats de maître Sam Okudzato . Il était également avocat à Boamah & Partners (cabinet d'avocats),,,,. 

## Politique
Boamah est entré au parlement le 7 janvier 2013 sur le billet du nouveau parti patriotique représentant la circonscription centrale d'Okaikwei. Il a été réélu aux élections générales de 2016, 2020 et 2024 au Ghana pour représenter la circonscription pour un deuxième mandat consécutif,,,,.
Le Parlementaire a travaillé dans plusieurs commissions, dont certaines comprennent: le comité de la législation subsidiaire, le comité judiciaire et la commission des affaires étrangères,,.
Il s'est disputé à l'Élection Générale du Ghana 2020 en tant que candidat parlementaire pour le Nouveau Parti patriotique et a gagné.  

## Vie personnelle
Boamah est marié, père de deux enfants. Il s'identifie comme chrétien et membre de l'Eglise méthodiste du Ghana,,,,.